# Pentameron
Pentameron (nápolyiul: Lo cunto de li cunti overo lo trattenemiento de peccerille; magyarul: A mesék meséje, avagy a kicsik mulattatása) egy 17. századi nápolyi dialektusban írt mesegyűjtemény, szerzője Giambattista Basile.

## A mű keletkezése
Basile fiatalkorában Krétán és Velencében katonáskodott, minden bizonnyal ekkor ismerhette meg a Közel- és Távol-Kelet mesevilágát, amely nagy hatással volt gyűjteményére. Emellett szülőföldje, Nápoly illetve egész Itália történeteiből is merített, amikor megírta saját mesegyűjteményét, a Mesék meséjét. Boccaccio és Navarrai Margit hatására a meséket keretbe foglalta: egy rabszolgából lett hercegnő meseszomját csillapítandó, férje felfogad tíz asszonyt, hogy mindegyik egy-egy történetet mondjon naponta, a nap végén pedig egy-egy eklogát rendel udvaroncaitól. Stílusa több rétegű, hatással volt rá a marinizmus (lásd Giambattista Marino), de a népi librettók, az udvari retorika egyaránt megihlették. Humoros kommentárjaiban a korabeli valóság, a nápolyi élet realisztikus képe bontakozik ki. Bár művét a kicsiknek ajánlja, túllépi a gyerekirodalom határait, néhol már-már pornográf vagy épp horrorisztikus.
Basile életében nem jelenhetett meg a mesegyűjtemény. Nővére, Adriana Basile gyűjtötte össze és adta ki Lo cunto de li cunti (A mesék meséje) címen 1634 és 1636 között, ekkor még Gian Alesio Abbattutis álnéven. Az 1674-ben megjelent kiadása használja először a Pentemrone címet, mellyel később világhíressé vált. Népszerűségét mutatja, hogy a 17-18. század folyamán több mint 10 kiadása jelent meg.
A Pentameron hamar bekerült az európai irodalom körforgásába: Carlo Gozzi számos drámájának témáját innen merítette, és csakhamar felfedezték a német romantikusok is. A Grimm-testvérek híres mesegyűjteménye is forrásként használja. Első német kiadása 1846-ban jelent meg Boroszlóban Felix Liebrecht fordításában, Jacob Grimm előszavával. Ezt nem sokkal követte az angol változat (John Edward Taylor, 1848). Irodalmi kanonizációjában az áttörést Benedetto Croce 1891-es modern olasz fordítása hozta meg.
Magyarul először 1956-ban jelent meg néhány mese gyerekeknek átdolgozott kiadásban (Gianbattista Basile: A fonott kalács. Budapest, Ifjúsági Kiadó, 1956. Átdolgozta Csatlós János). Király Kinga Júlia modern fordítása 2010-től jelenik meg különböző szépirodalmi folyóiratokban (Jelenkor, Látó, Kalligram, Műút, Székelyföld, Helikon, Librarius, Roham); a teljes gyűjtemény 2014-ben lát napvilágot a Kalligram Kiadó gondozásában.
Bár a Pentameron előtt is születtek mesegyűjtemények (például Giovanni Francesco Straparola Le piacevoli notti című kötete), ez volt az első olyan könyv, amelyet teljes egészében az újramondott népmesék töltöttek meg. Nem tekinthető modern értelemben néprajzi gyűjteménynek, holott tájnyelven íródott, és sok tekintetben megőrizte az élőszó intonációt. Több mese típus itt jelenik meg először írásban.

## Tartalomjegyzék
- Első nap
  - Bevezető
  - 1. mese: A bökötör meséje
  - 2. mese: A mirtusz
  - 3. mese: Peruonto
  - 4. mese: Vardiello
  - 5. mese: A bolha
  - 6. mese: Hamucicuska
  - 7. mese: A kereskedő
  - 8. mese: A kecskepofa
  - 9. mese: Az elvarázsolt szarvas
  - 10. mese: A megnyúzott banya
  - Ekloga: Az olvasztótégely
- Második nap
  - Bevezető
  - 1. mese: Petrezselma
  - 2. mese: Zöldmező
  - 3. mese: Ibolya
  - 4. mese: Cagliuso
  - 5. mese: A kígyó
  - 6. mese: A medvelány
  - 7. mese: A gerle
  - 8. mese: A kis rabszolgalány
  - 9. mese: A lakat
  - 10. mese: A cimbora
  - Ekloga: Az őkelmefesték
- Harmadik nap
  - Bevezető
  - 1. mese: Cannetella
  - 2. mese: Csonkakezű Penta
  - 3. mese: A fehér orca
  - 4. mese: Sapia Liccarda

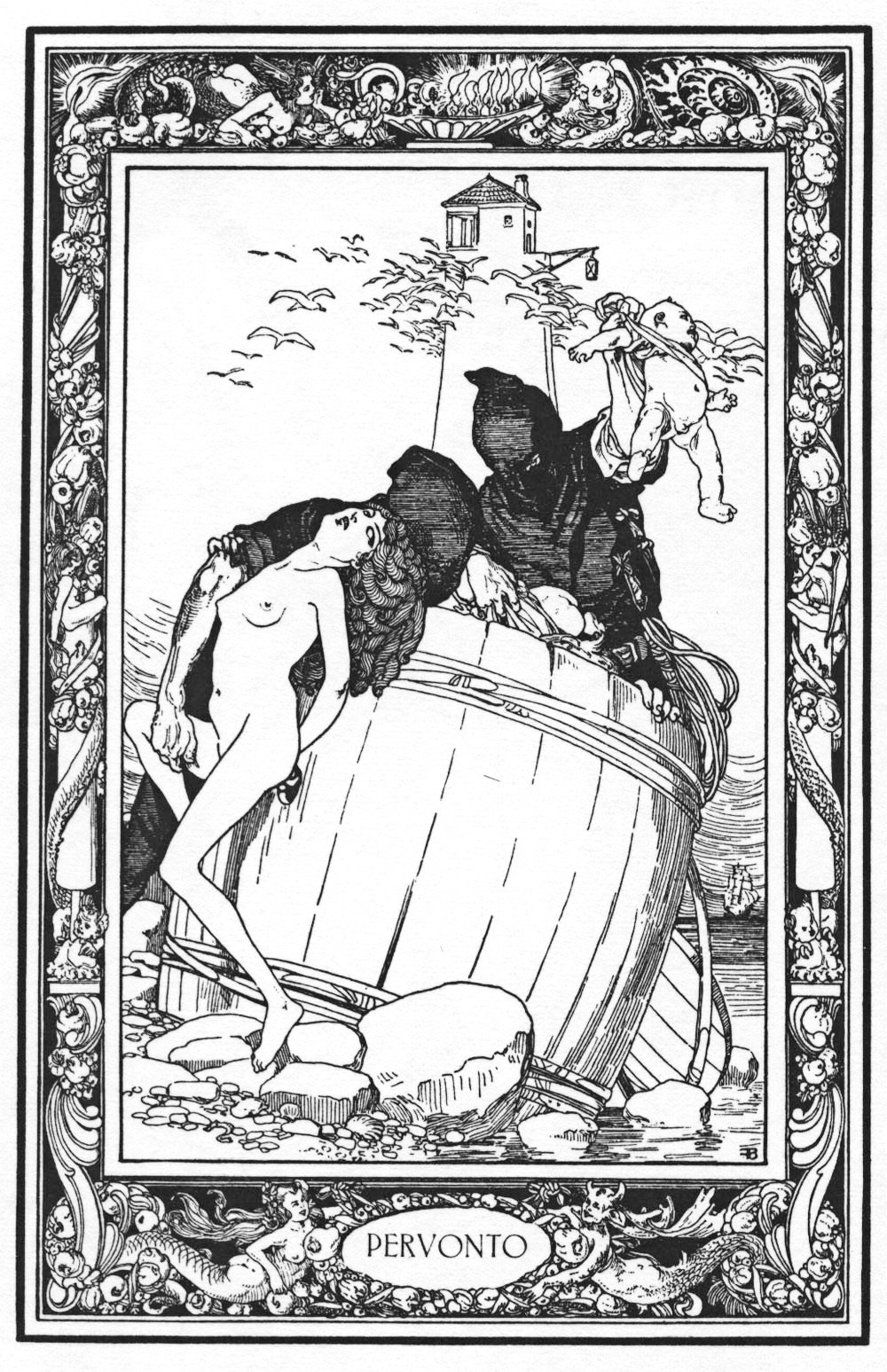
Peruonto (I-3). Franz von Bayros illusztrációja (1909).

  - 5. mese: A csótány, az egér és a tücsök
  - 6. mese: A fokhagymaerdő
  - 7. mese: Corvetto
  - 8. mese: A tahó
  - 9. mese: Rosella
  - 10. mese: A három tündér
  - Ekloga: A kályha
- Negyedik nap
  - Bevezető
  - 1. mese: A kakaskő
  - 2. mese: A két fivér
  - 3. mese: A három állatkirály
  - 4. mese: A hét szalonnabőrke
  - 5. mese: A sárkány
  - 6. mese: A három korona
  - 7. mese: A két kicsi pizza
  - 8. mese: A hét galambocska
  - 9. mese: A holló
  - 10. mese: A megnyirbált kevélység
  - Ekloga: A kampó
- Ötödik nap
  - Bevezető
  - 1. mese: A liba
  - 2. mese: A hónapok
  - 3. mese: Tündöklő Zománc
  - 4. mese: Az aranyrönk
  - 5. mese: Nap, Hold és Talia
  - 6. mese: Sapia
  - 7. mese: Nennillo és Nennella
  - 8. mese: Az öt fiú
  - 9. mese: A három citrom
  - A mesék meséjének befejezése

## Magyarul
- Pentameron. A mesék meséje avagy a kicsik mulattatása; szerk. Michele Rak, ford., előszó, jegyz. Király Kinga Júlia; Kalligram, Pozsony, 2014

## Idézet
„Erre az öregasszony, akinek nem volt szőrös a nyelve, és nem is engedte meg senkinek, hogy egy nyeregbe pattanjon vele, az apródhoz fordult és ekképpen szólt hozzá:
– Ó, te semmirekellő, pisás, szaros kurafi, te csembalóláb, te seggtörlő, akasztófavirág! Öszvér disznaja, te! Hát nem veszed észre, hogy még a bolhák is felköhögnek téged?! Bénulj meg! Hogy az anyádnak a legrosszabb híredet keltsék! Ne érd meg a májust! Hogy sújtana le rád egy katalán dárda, vagy szoruljon a hurok a nyakad körül! Így legalább nem vész el az a rohadt véred, s ezer nyavalya bő széllel dagonyázhat benned! Hogy menne pocsékba az írmagod, te, alávaló nyomoronc! Az anyád is csak afféle szerzet lehet, te útonálló bandita, te!”

– 
Első nap. Bevezető